# Influenza A (H1N1) in Europa
Dit artikel beschrijft de Mexicaanse griep in Europa.

Mexicaanse griep in Europa:
Bevestigde sterfgevallen
Bevestigde besmetgevallen
Onbevestigde besmetgevallen

5 000+ gevallen
500+ gevallen
50+ gevallen
5+ gevallen
1+ gevallen

## Europa
Eind juli 2009 waren er in Europa 26.446 griepgevallen, waarvan er 40 personen overleden. Eind augustus 2009 waren er 46.016 gevallen, waarvan 104 overlijdens.
Begin december waren er bijna 250.000 griepgevallen en meer dan 1000 personen overleden. Op 30 november 2009 waren in alle grote landen (behalve mini-staten als Andorra, Monaco, San Marino, Vaticaanstad en Liechtenstein) één of meerdere doden.

## Europese Unie
Op 27 april 2009 adviseerde de Europese Unie om niet onnodig te reizen naar de Verenigde Staten of Mexico. De eerste persoon bij wie het verschijnsel werd vastgesteld was een student uit het Albanese stadje Gjirokastra.

## Albanië
Op 20 juli 2009 meldden de autoriteiten van Albanië het eerste geval van de Mexicaanse griep. Op 24 juli waren er 4 gevallen van de Mexicaanse griep.

## Andorra
Het eerste besmetgeval was op 11 juli 2009.

## België
Op 26 april 2009 gaf interministerieel commissaris Marc Van Ranst aan dat er nog geen maatregelen genomen worden maar dat waakzaamheid geboden is. "We zullen de situatie op de voet volgen en ingrijpen indien nodig", aldus Van Ranst. Op Brussels Airport werden informatiebrochures uitgedeeld met informatie over de Mexicaanse griep.
Op 27 april werd het reisadvies van Buitenlandse Zaken aangepast tot "Niet-essentiële reizen worden afgeraden". Op die manier konden mensen die een reis naar Mexico gepland hebben, deze kosteloos annuleren.
Op 2 mei maakte de overheid bekend een optie te nemen op 20.000.000 doses vaccin. Dat komt op twee doses per inwoner, alles samen zal dit 150.000.000 euro kosten. Tevens werden mondmaskers besteld. De wedren van de farmaceutische bedrijven om een werkend vaccin te ontwikkelen is begonnen, echte resultaten kunnen een paar weken tot een paar maanden op zich laten wachten.
Op 13 mei werd een eerste geval van een besmet persoon bekendgemaakt, een 28-jarige man uit de omgeving van Gent. Hij werd in quarantaine geplaatst in het Brusselse Sint-Pietersziekenhuis. Hij had milde symptomen en zijn toestand was niet bepaald zorgwekkend.
Er werden meldpunten aangesteld die men kan gebruiken als de dokterspraktijken zouden vollopen. Op 11 juli raakte bekend dat de griepcommissie bij een ernstige uitbraak van Influenza A (H1N1) het "verkiezingssysteem" wil hanteren als maatregel waarbij burgers zich verplicht moeten laten vaccineren.
Op 13 juli werden in totaal 126 gevallen geregistreerd. De eerste patiënten werden in het Sint-Pietersziekenhuis in quarantaine geplaatst en behandeld met virusremmers. Personen die contact hadden met patiënten kregen medisch toezicht. Op 14 juli 2009 werd deze regel afgeschaft door toename van het aantal patiënten, het vaak vrij milde verloop van de ziekte en gelden dezelfde regels als voor 'gewone' griep o.a. door hygiëne.
Op 30 juli viel de eerste griepdode in België, het betreft een jonge vrouw uit Meerle bij Hoogstraten. Ze werd in het ziekenhuis van Turnhout opgenomen maar haar ziektebeeld verslechterde dusdanig dat zij overleed.
Op 29 oktober 2009 waren er 76.964 gevallen van Mexicaanse griep en 7 sterfgevallen, waaronder een 5-jarig kind. Vanaf november 2009 werden de eerste vaccins beschikbaar tegen Mexicaanse griep. Deze vaccins waren vooral voor medisch personeel en personen uit de 'klassieke' risicogroepen.
Op 25 februari 2010 werden sinds het begin van de uitbraak in totaal 214.531 gevallen geregistreerd, waarvan 19 doden. Hiermee werden minder griepdoden geregistreerd dan tijdens een regulier griepseizoen.

## Bosnië-Herzegovina
Het eerste geval van de Mexicaanse griep in Bosnië-Herzegovina was op 29 juni 2009.

## Bulgarije
Het eerste besmetgeval van de Mexicaanse griep was op 1 juni 2009 in Bulgarije.
Het eerste sterfgeval was op 30 september in Bulgarije.

## Cyprus
Het eerste besmetgeval van de Mexicaanse griep was op 30 mei 2009 in Cyprus.

## Denemarken
Op 1 mei 2009 werd het eerste geval in Denemarken bevestigd en ook gelijk in Scandinavië.
Op 11 juni 2009 waren er 11 gevallen, inclusief een jongen van zes.
Op 28 augustus 2009 was het eerste sterfgeval in Denemarken.

## Duitsland
Op de Internationale Japanse School in Düsseldorf zijn op 11 juni dertig leerlingen getroffen door het griepvirus A/H1N1. De school werd gesloten en de besmette kinderen zijn in quarantaine geplaatst om de verspreiding van het virus tegen te gaan. De directeur van het Robert Koch Instituut zegt dat in Duitsland nu negentig mensen door het virus zijn getroffen. Hij verwacht dat dit aantal de komende tijd nog zal stijgen.
Op 29 april 2009 werd bekend dat Duitsland na Spanje en het Verenigd Koninkrijk het derde Europese land is waar een griepgeval is bevestigd. Het ministerie van Volksgezondheid maakte bekend dat er een besmettingsgeval is opgedoken in de deelstaat Beieren. Later werd bekend dat er nog twee andere gevallen waren. De drie personen komen uit Hamburg, Regensburg en Kulmbach. Ook is er bekendgemaakt dat een van de 3 personen niet zelf in Mexico is geweest, wat betekent dat er sprake is geweest van een overdracht van het virus van mens op mens. Op 17 juli waren er al 834 gevallen gemeld. Eind juli waren het er al 6.062, eind augustus 16.116. Duitsland is daarmee het land met het hoogste aantal besmettingen zonder overlijden.
Op 25 september 2009 was er sprake van een eerste sterfgeval in Duitsland.

## Estland

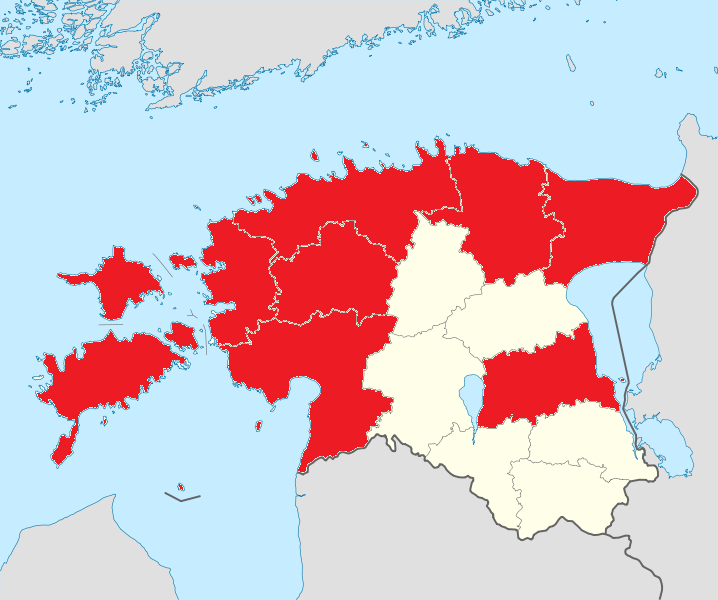
Mexicaanse griep in Estland:
Bevestigde sterfgevallen
Bevestigde besmetgevallen
Onbevestigde besmetgevallen

Het eerste geval van de Mexicaanse griep op 29 mei 2009. Het was een man die terugkwam uit de Verenigde Staten.
Op 3 juni 2009 waren er twee nieuwe gevallen.
Op 7 juni 2009 werd er gesproken van een vierde geval.
Op 26 juni 2009 waren er weer zeven nieuwe gevallen.
Op 12 juli 2009 waren er zes nieuwe gevallen.
Op 17 juli 2009 waren er 22 gevallen van de Mexicaanse griep.
Op 28 juli 2009 zei het parlement dat ze 500.000 Esten zullen gaan inenten. Dat is ongeveer 30% van de bevolking.

## Finland
Het eerste besmetgeval van de Mexicaanse griep was op 12 mei 2009 in Finland.
Het eerste sterfgeval was op 24 oktober 2009 in Finland.

## Frankrijk

Mexicaanse griep in Frankrijk:
Bevestigde sterfgevallen
Bevestigde besmetgevallen
Geen besmetgevallen

Het eerste besmettingsgeval van de Mexicaanse griep was op 1 mei 2009.
Op 3 mei weigerde een onbekend aantal bagagemedewerkers uit angst voor Influenza A (H1N1) op de Franse luchthaven Orly de bagage uit de uit Mexico afkomstige vliegtuigen te lossen. Een groot aantal passagiers kampte daardoor met vertraging.
Op 18 juli waren er 514 gevallen.
Op 30 juli eiste de ziekte de eerste dode in Frankrijk.

## Griekenland
Het eerste geval van de Mexicaanse griep was op 18 mei 2009 in Griekenland.
Op 17 juli 2009 waren er in Griekenland 323 ziektegevallen, op 1 augustus waren er meer dan 740. Op 31 juli besloot de Griekse regering om de gehele bevolking te vaccineren, te beginnen in september met de risicogroepen.
Op 23 augustus 2009 viel de eerste griepdode in Griekenland.

## Hongarije
Het eerste geval van de Mexicaanse griep was op 29 mei 2009 in Hongarije.
Het eerste sterfgeval was op 22 juli 2009.

## Ierland
In Ierland is op 30 april 2009 het eerste geval van Influenza A (H1N1) vastgesteld. Ierland is het tiende Europese land waar Influenza A (H1N1) is vastgesteld. Er was een monster met materiaal naar Groot-Brittannië gestuurd voor laboratoriumonderzoek. Daaruit is gebleken dat het om het H1N1-virus gaat dat zich vanuit Mexico over de wereld verspreidt.
Op 18 juli waren er 153 gevallen, eind juli waren er 276. Op 7 augustus 2009 viel in Ierland de eerste griepdode te betreuren.

## IJsland
Het eerste geval van de Mexicaanse griep was op 23 mei 2009 in IJsland.
Het eerste sterfgeval was op 20 oktober 2009.

## Italië

Mexicaanse griep in Italië:
Bevestigde besmetgevallen
Geen besmetgevallen

Op 2 mei 2009 is er in Italië een eerste geval van Influenza A (H1N1) bevestigd. De man, uit het Toscaanse Massa, is in het ziekenhuis opgenomen. Op 17 juli waren er 258 gevallen, eind juli 975. Op 4 september was er sprake van een eerste sterfgeval in Italië.
Op 30 september waren er 1300 gevallen, waarvan 2 doden.

## Kroatië
Op 4 juli 2009 was het eerste geval van de Mexicaanse griep in Kroatië.
Het eerste sterfgeval was op 31 oktober 2009.

## Letland
Het eerste geval van de Mexicaanse griep was op 23 juni 2009 in Letland.
Het eerste sterfgeval was op 9 november 2009.

## Liechtenstein
Het eerste besmetgeval was op 6 augustus 2009 in Liechtenstein.

## Litouwen

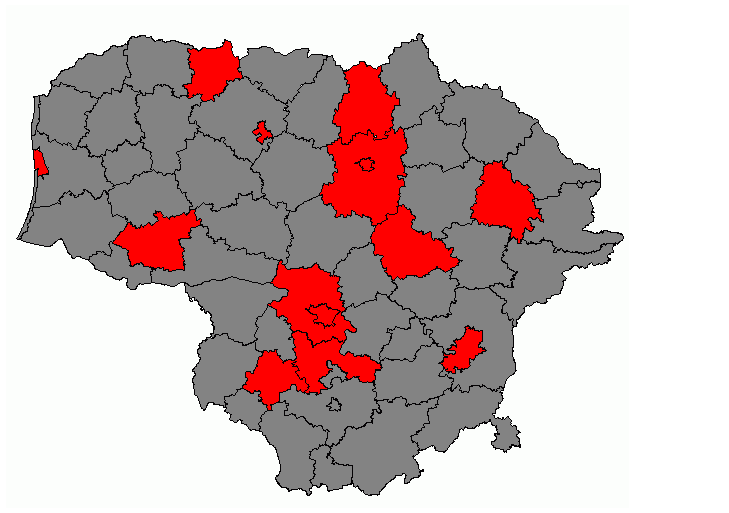
Mexicaanse griep in Litouwen:
Bevestigde sterfgevallen
Bevestigde besmetgevallen
Onbevestigde besmetgevallen

Op 26 juni 2009 was het eerste geval van de Mexicaanse griep in Litouwen.
Op 7 september 2009 waren er 51 besmetgevallen van de Mexicaanse griep.

## Luxemburg
Op 2 juni 2009 is er voor het eerst in Luxemburg Influenza A (H1N1) opgedoken. Het gaat om een persoon in het noorden van Luxemburg. Deze is net teruggekomen uit New York.
Op 18 juli waren er 19 gevallen, eind juli 52.
Eind september waren er 190 besmette gevallen.
Op 17 september 2009 overleed het eerste slachtoffer aan de Mexicaanse griep.

## Macedonië
Het eerste geval van de Mexicaanse griep was op 4 juli 2009 in Macedonië.

## Malta
Het eerste geval van de Mexicaanse griep was op 4 juli 2009 in Malta.
Het eerste sterfgeval was op 18 augustus 2009.

## Moldavië
Het eerste besmettingsgeval van de Mexicaanse griep was op 30 juli 2009 in Moldavië.
Het eerste sterfgeval was op 26 oktober 2009.

## Monaco
Het eerste geval van de Mexicaanse griep was op 17 juni 2009 in Monaco.

## Montenegro
Het eerste geval van de Mexicaanse griep was op 22 juni 2009 in Montenegro.
Er zijn 10 gevallen in Montenegro.

## Nederland

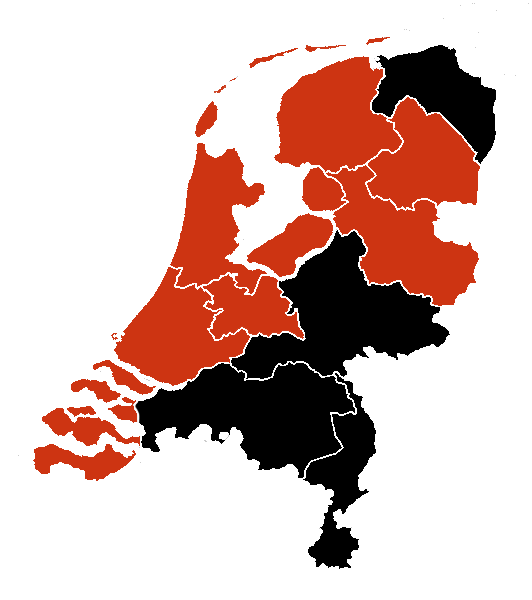
Bevestigde sterfgevallen
Bevestigde besmetgevallen
Onbevestigde besmetgevallen

Het Rijksinstituut voor Volksgezondheid en Milieu (RIVM) adviseerde op 25 april mensen die binnen zeven dagen na terugkomst uit Mexico hoge koorts krijgen, zich te melden bij de huisarts. Direct meldden zich mensen bij het RIVM die terugkwamen uit Mexico met koorts en griepachtige verschijnselen, maar uit onderzoek bleek dat deze mensen het virus niet hadden. Luchthaven Schiphol zag op 26 april nog geen redenen om extra veiligheidsmaatregelen te treffen. Luchtvaartmaatschappij KLM, die dagelijks vliegt naar Mexico, laat vertrekkende passagiers een vragenlijst invullen over hun gezondheid.
In eerste instantie zag het Ministerie van Buitenlandse Zaken geen reden om een negatief reisadvies voor Mexico af te geven. Op 28 april werd besloten om het reisadvies toch te veranderen in "niet-essentiële reizen naar Mexico worden ontraden".
Op 29 april kwam het Outbreak Management Team bijeen.
Het RIVM heeft Influenza A (H1N1) opgewaardeerd naar categorie A van de meldingsplichtige ziekten. Dit houdt in dat artsen bij het vermoeden of vaststellen van de ziekte verplicht zijn de naam van de patiënt door te geven. Hierbij telt de bescherming van de volksgezondheid zwaarder dan de privacy van de patiënt.
Op 30 april werd bekend dat ook in Nederland een geval van Influenza A (H1N1) is gesignaleerd, bij een driejarig kind. Het kind is 27 april met zijn ouders teruggekomen van een familiefeest in Mexico. Het RIVM is daarom, samen met de luchtvaartmaatschappij, begonnen de passagiers op te sporen die tijdens de vlucht vlak voor, vlak achter en naast het gezin zaten. Deze passagiers krijgen ook uit voorzorg de virusremmer Tamiflu toegediend. Het besmette kind en zijn familie worden behandeld. Inmiddels zijn alle dertig passagiers, die in de buurt van het kind in het vliegtuig zaten, door onder andere GGD Kennemerland opgespoord.
Op 31 juli waren er 517 meldingen van Influenza A (H1N1). Het betreft 126 besmettingen binnen Nederland.
Op 4 augustus meldde het RIVM dat er een 17-jarige jongen is overleden aan de griep. Hij was al ernstig ziek en kreeg ook nog eens deze griep erbij, dat werd hem fataal. De jongen is in de nacht van maandag op dinsdag in een ziekenhuis overleden.
Ab Klink, minister van Volksgezondheid, meldde naar aanleiding hiervan dat de ziekte in verreweg de meeste gevallen mild verloopt. "Helaas is bij de nieuwe Influenza A, net zoals bij de reguliere griep, in incidentele gevallen toch sprake van slachtoffers. Maar we doen er alles aan dat aantal zo veel als mogelijk te beperken."
Roel Coutinho, directeur infectieziektebestrijding, gaat ervan uit dat één op de duizend patiënten overlijdt. Het gaat dan vrijwel altijd om mensen die al ernstig ziek waren. Volgens het RIVM hadden op 4 augustus 663 Nederlanders de Mexicaanse griep. Op 31 juli waren dat er circa 500. Negen mensen zijn tot en met 4 augustus in het ziekenhuis terechtgekomen, een deel is inmiddels weer thuis.
Op 6 augustus werd bekendgemaakt door minister Klink dat de schoolvakanties misschien verlengd worden als de Mexicaanse griep heviger en eerder uitbreekt dan verwacht. Een dag later is dit plan alweer van de baan.
Op 7 augustus maakt het RIVM bekend dat de Mexicaanse griep (Nieuwe Influenza A (H1N1)) voortaan als 'gewone griep' wordt beschouwd, vanwege het relatief milde verloop. Alleen risicogroepen komen nog in aanmerking voor speciale behandeling, zoals met antivirale middelen (Tamiflu). In Nederland zijn tot nu toe 912 besmettingen gemeld.
Midden augustus maakt het RIVM bekend dat er inmiddels 1473 bevestigde infecties van Mexicaanse griep bekend zijn.
Op 17 augustus adviseren de Gezondheidsraad en het RIVM om in Nederland alleen medisch kwetsbare groepen, gezondheidswerkers en mantelzorgers die met patiënten in contact komen te vaccineren tegen Nieuwe Influenza A (H1N1). Minister Ab Klink van VWS heeft dit advies overgenomen.
Op 21 augustus werd de tweede Mexicaansegriepdode bevestigd in Nederland. Het gaat om een 58-jarige man die, net als de eerste dode, al ernstig ziek was voordat hij met de Mexicaanse griep was besmet.
Op 18 september werd het overlijden van nog 2 personen bekendgemaakt. Een 52-jarige man en een 85-jarige vrouw waren evenals de eerste sterfgevallen al verzwakt door andere ernstige ziektes.
Op 23 oktober was er volgens het RIVM officieel sprake van een epidemie in Nederland. Ook werd er gemeld dat er nog 2 personen zijn overleden: een 40-jarige man die al enige tijd ernstig ziek was en een 14-jarig meisje dat kerngezond was. In totaal zijn er nu in Nederland 6 personen overleden aan deze griep.
Op 26 oktober wordt gemeld dat een 16-jarig meisje uit het Zeeuwse Sint Philipsland vermoedelijk ook aan het virus is overleden. Dit bleek echter niet het geval.
Op 11 november wordt bekendgemaakt dat in die week een 2,5-jarig jongetje is overleden in het UMC St Radboud in Nijmegen. Hij was al ziek, echter er is niet bekendgemaakt welke ziekte hij, naast de Mexicaanse griep had. Hiermee is op 10 november het dodental ten gevolge van de Mexicaanse griep opgelopen tot 18.
Op 13 november wordt bekendgemaakt dat opnieuw 5 mensen zijn overleden, van wie 4 al een andere ziekte hadden. Het dodental komt nu tot 22. Op 8 december wordt bekendgemaakt dat er een 43ste persoon is overleden aan de Mexicaanse griep. Het zou gaan om een vrouw uit Kaatsheuvel. Ze had een resistente variant onder de leden.
In de week van 18 december 2009 is het aantal overledenen met 1 opgelopen tot in totaal 51. De ernst van de griepepidemie is voor de vierde week verder afgenomen. Indien het de komende week weer afneemt, is er geen sprake meer van een epidemie.

## Noorwegen

Mexicaanse griep in Noorwegen:
500+ gevallen
50+ gevallen
5+ gevallen
1+ gevallen

Op 9 mei 2009 waren er twee studenten uit Oslo en Telemark besmet met de Mexicaanse griep.
Op 3 september 2009 was er sprake van een eerste sterfgeval in Noorwegen.
Op 22 oktober 2009 zeiden de autoriteiten dat er meer dan 100.000 mensen de Mexicaanse griep hadden.
Op 29 oktober 2009 werd er vermeld dat er 14 mensen in Noorwegen aan de Mexicaanse griep waren overleden.

## Oekraïne
Het eerste geval van de Mexicaanse griep was op 2 juni 2009 in Oekraïne.
Het eerste sterfgeval was op 30 oktober 2009.

## Oostenrijk

Mexicaanse griep in Oostenrijk:
Bevestigde besmetgevallen
Onbevestigde besmetgevallen

Op 29 april 2009 maakte de Oostenrijkse minister van Volksgezondheid Alois Stöger bekend dat een 28-jarige vrouw "zeer waarschijnlijk" besmet is met de varkensgriep.
Op 17 juli waren er 51 gevallen, eind juli 153.
Het eerste sterfgeval was op 2 november 2009.

## Polen

Mexicaanse griep in Polen:
Bevestigde besmetgevallen
Onbevestigde besmetgevallen

Het eerste besmetgeval was op 6 mei 2009.
Op 1 juli 2009 waren er 19 besmetgevallen van de Mexicaanse griep.
Er waren 142 besmetgevallen van de Mexicaanse griep op 12 augustus 2009.

## Portugal

Mexicaanse griep in Portugal:
Bevestigde sterfgevallen
Bevestigde besmetgevallen

Het eerste besmetgeval in Portugal was op 3 mei 2009.
Op 24 september 2009 werd er bevestigd dat er 12.709 besmetgevallen waren en dat er sprake was van een eerste sterfgeval aan de Mexicaanse griep.

## Roemenië

Mexicaanse griep in Roemenië:
Bevestigde besmetgevallen
Onbevestigde besmetgevallen

Een 30-jarige in de VS wonende vrouw die op 23 mei via Parijs naar Roemenië is gevlogen, is opgenomen in het Matei Balș-ziekenhuis voor infectieziekten in Boekarest, samen met een aantal van haar familieleden. Bij haar is met 99% zekerheid het H1N1-virus geconstateerd.
Het eerste besmetgeval was op 27 mei 2009 in Roemenië.
Op 18 juli waren er 60 gevallen, eind juli 164.

## Rusland
Het eerste geval van de Mexicaanse griep was op 22 mei 2009 in Rusland.
Het eerste sterfgeval was op 27 oktober 2009.

## Servië
Op 24 juni 2009 was het eerste besmetgeval in Servië.
Het eerste sterfgeval was op 21 oktober 2009.

### Kosovo
Het eerste besmetgeval was op 27 juli 2009 in Kosovo.
Op 21 oktober 2009 werd het eerste sterfgeval bekendgemaakt.

## Slovenië
Het eerste geval van de Mexicaanse griep was op 19 juni 2009 in Slovenië.
Het eerste sterfgeval was op 3 november 2009.

## Slowakije
Het eerste geval van de Mexicaanse griep was op 28 mei 2009 in Slowakije.

## Spanje

Mexicaanse griep in Spanje:
Bevestigde besmetgevallen
Onbevestigde besmetgevallen

Op 27 april 2009 maakte het Spaanse ministerie van Volksgezondheid bekend dat een 23-jarige man uit Almansa varkensgriep heeft opgelopen. De man was op 22 april teruggekeerd uit Mexico en op 25 april in quarantaine geplaatst. Dit was het eerste bevestigde geval van varkensgriep in Europa.
Op 28 april werd door de Spaanse minister van Gezondheid, Trinidad Jiménez, een tweede geval bevestigd. Het gaat om een 24-jarige persoon die samen met de andere besmette Spanjaard naar Mexico was geweest. Hij ligt in een ziekenhuis in Valencia.
Op 30 juni overleed een vrouw aan de gevolgen van Influenza A (H1N1). Een dag eerder werd haar kind met een keizersnede ter wereld gebracht. Ze was de eerste dode op het Europese vasteland.
Op 18 juli waren er 1.309 gevallen, waarvan er 4 zijn overleden. Eind juli was dat opgelopen tot 1.538 gevallen, en 6 overlijdens.
Eind augustus was het aantal doden in Spanje opgelopen tot 21.

## Tsjechië

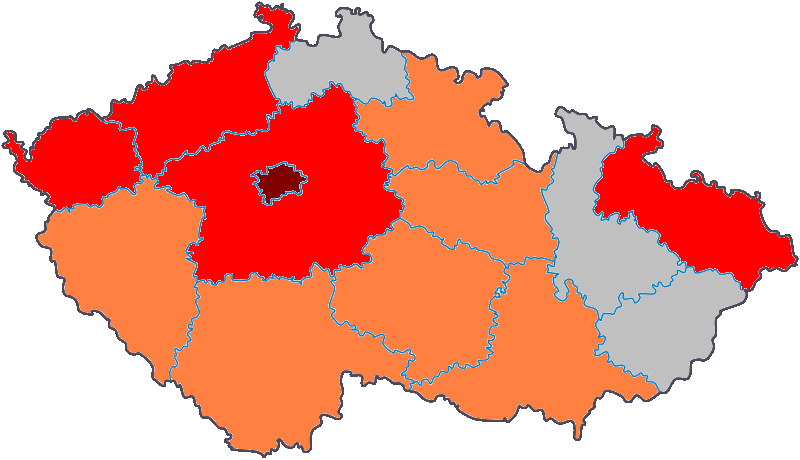
Mexicaanse griep in Tsjechië:
50+ gevallen
5+ gevallen
1+ gevallen

Op 25 mei 2009 werd het eerste geval van de Mexicaanse griep in Tsjechië vermeld. Het was een piloot uit New York.
Op 5 augustus waren er 135 gevallen.
Het eerste sterfgeval was op 22 oktober 2009.

## Turkije

Mexicaanse griep in Turkije:
Bevestigde sterfgevallen
Bevestigde besmetgevallen
Onbevestigde besmetgevallen
Geen besmetgevallen

Het eerste geval van de Mexicaanse griep was op 16 mei 2009 in Turkije.
Het eerste sterfgeval was op 25 oktober 2009.

## Verenigd Koninkrijk

Mexicaanse griep in het Verenigd Koninkrijk:
Bevestigde sterfgevallen
Bevestigde besmetgevallen
Onbevestigde besmetgevallen
Geen besmetgevallen

500+ gevallen
50+ gevallen
5+ gevallen
1+ gevallen

Op 27 april 2009 werden door de Schotse minister van Volksgezondheid Nicola Sturgeon twee gevallen van Mexicaanse griep in Schotland bevestigd. Beide bevonden zich op een geïsoleerde afdeling van een ziekenhuis in Airdrie. In totaal zouden er 25 mensen getest zijn op Mexicaanse griep.
Op 14 juni 2009 werd bekendgemaakt dat in Schotland de eerste Europese dode is gevallen ten gevolge van Influenza A (H1N1). Het betrof een persoon in een ziekenhuis in Glasgow die samen met negen anderen behandeld werd voor de griep.
Op 17 juli 2009 was het Verenigd Koninkrijk in Europa tot nu toe het land met de meeste Mexicaansegriepgevallen. Zeker 29 mensen zijn inmiddels overleden, terwijl er zeker 65.000 besmettingsgevallen zijn. Men houdt rekening met mogelijk tussen de 20.000 en 65.000 doden in het komende winterseizoen.
Eind augustus 2009 waren in het Verenigd Koninkrijk reeds 65 mensen overleden aan de Mexicaanse griep.

### Gibraltar
Het eerste geval van de Mexicaanse griep was op 24 juli 2009 in Gibraltar.

### Jersey
Het eerste geval van de Mexicaanse griep was op 18 juni 2009 in Jersey.

### Man
Het eerste geval van de Mexicaanse griep was op 12 juni 2009 in Man.

## Wit-Rusland
Het eerste geval van de Mexicaanse griep was op 19 augustus 2009 in Wit-Rusland.
Het eerste sterfgeval was op 4 november 2009.

## Zweden
Het eerste geval van de Mexicaanse griep was op 6 mei 2009 in Zweden.
Het eerste sterfgeval was op 31 augustus 2009.

## Zwitserland

Mexicaanse griep in Zwitserland:
Bevestigde besmetgevallen
Onbevestigde besmetgevallen

Na aanvankelijke verwarring is op 30 april 2009 één geval van daadwerkelijke H1N1-infectie door de Zwitserse overheid bekendgemaakt.
De patiënt overleefde de infectie. Enkele tientallen personen zijn preventief behandeld.
Op 18 juli waren er 220 gevallen, eind juli 462.

## Top 5 landen
| Top 5 besmetgevallen | Top 5 sterfgevallen |
| -------------------- | ------------------- |
| Duitsland            | Verenigd Koninkrijk |
| Verenigd Koninkrijk  | Frankrijk           |
| Portugal             | Spanje              |
| Griekenland          | Noorwegen, Turkije  |
| Turkije, Italië      | Ierland             |